# アオマダラタマムシ
アオマダラタマムシ Nipponobuprestis amabilis はタマムシ科の昆虫の1つ。タマムシよりかなり小さいが、日本のタマムシ類では中型のもので、金緑色にまだら模様がある。

## 特徴
体長19～29mmの甲虫。頭部背面の中央付近は窪んでおり、その正中線の縦溝は不明瞭となっている。また側面の方には強い点刻が不規則に並んでいる。前胸背の両側面はそれぞれほぼ直線をなして前方に狭まり、前後両端の4角はいずれも尖る。背面には3本の縦条があり、中央の1条は細くて明瞭で、その中央に浅い縦溝がある。その両側にある各1条は太くて不明瞭で、更にその外側後方にはくぼみがある。点刻は強くて粗く大きいものが多くあり、往々に互いに癒合している。小楯板は見えるものの点状でしかない。前翅には4本の明瞭な隆起した条があり、それぞれ前後の接合部でも明瞭に隆起している。第2条の途中に2個の丸い陥没部があり、そこは金色を帯びる。叉状の間にはまばらに金色の小さな円形の紋がある。前翅外側の縁の、先端側2/5の部分には強い鋸歯が出ており、また先端は小さな犬歯状の突起で終わる。腹面では前胸突起の中央に浅い溝があり、また腹部末端の節は雄では深く抉られる。
体色は全体に金緑色、または金銅色をなし、隆起部分は黒みを帯びる。腹面と歩脚は明るい金緑色で、触角は基部の3節が青緑色で、そこから先は黒い。なお、時に橙色や赤色を帯びる個体もある。

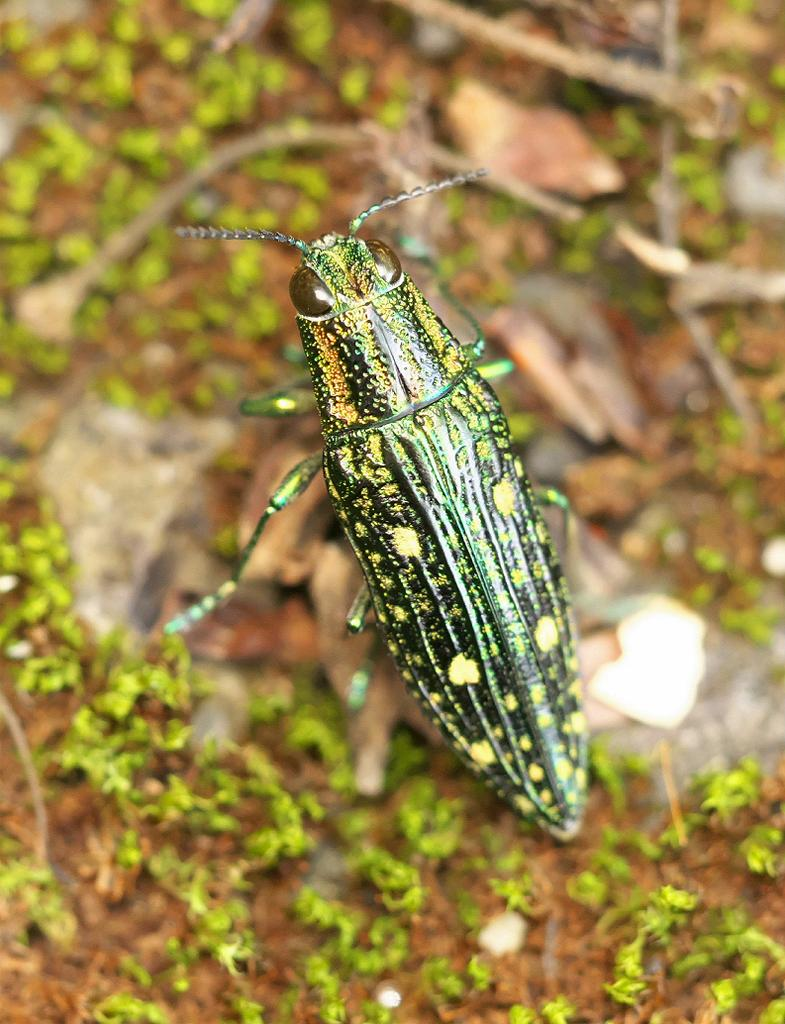
生きた個体
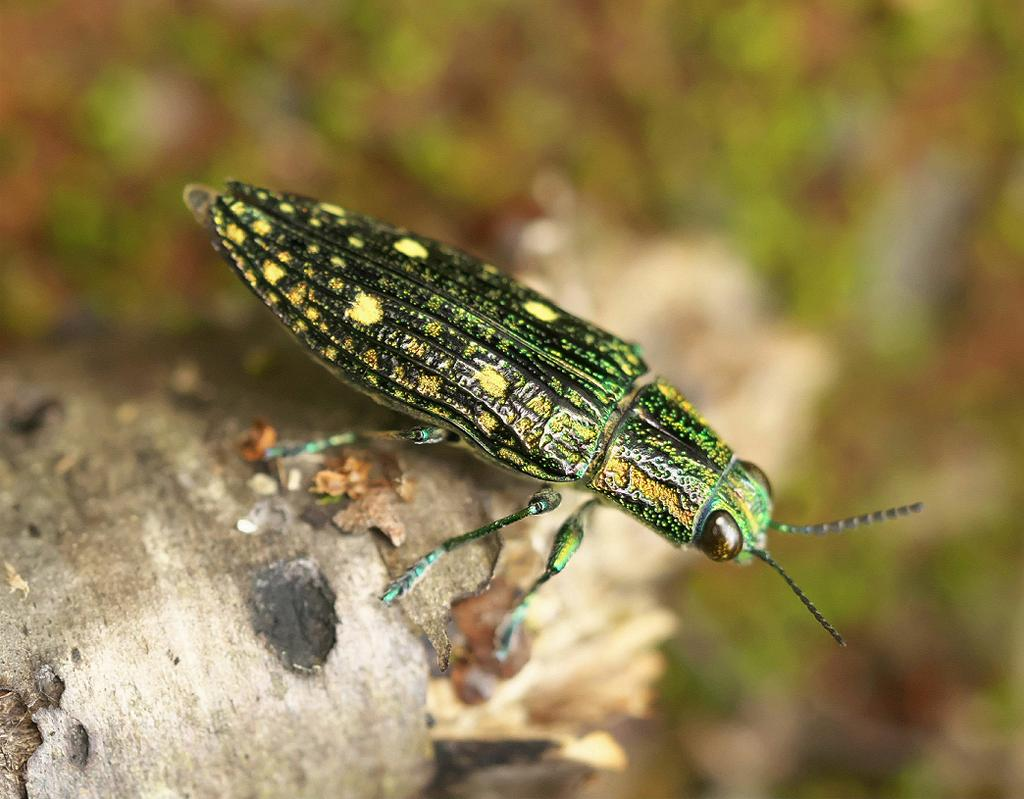
同・やや側面から

## 分布
日本では本州の関東以西、四国、九州、それに対馬から知られる。
福島県が生息の北限とされていたが、2023年7月に栃木県で存在が確認された。

## 生態など
成虫は5～8月に出現する。成虫はリンボク、ヤマザクラなどサクラ属の植物の葉を食べる。幼虫はアオハダ、ソヨゴ、イヌツゲなどのモチノキ科の材を食べる。

## 分類など
本種の属するマダラタマムシ属にほもう1種、以下の種がある。
- Nipponobuprests querceti クロマダラタマムシ

本種に似ており大きさもほぼ同じで、青緑色に赤みを帯びた体色をしており、また前翅の前後に並ぶ2個の斑紋はない。分布もほぼ同じで、ただしこの種は中国にも分布する。